# Литвин Володимир Петрович
Володимир Петрович Литвин 24 квітня 1937, смт. Обухів, Обухівський район, Київська область — професор кафедри епізоотології та організації ветеринарної справи, факультету ветеринарної медицини, навчально-наукового інституту ветеринарної медицини та якості і безпеки продукції тваринництва, Національного університету біоресурсів і природокористування України. Доктор ветеринарних наук, професор, академік Академії наук Вищої освіти України. Член Російської академії природничих наук, почесний професор Харківської державної зооветеринарної академії.

## Освіта
Українська академія сільськогосподарських наук, ветеринарний факультет (1961), ветлікар; кандидатська дисертація «Природна резистентність і імунобіологічна реактивність телят абердин-ангуської, чорно-рябої порід та їх помісей» (1967), докторська дисертація «Неспецифічна профілактика і терапія колібактеріозу, сальмонельозу і парагрипу-3 телят етонієм і бактерином-SL» (1967) .

## Біографія
В 1961 році закінчив Українську академію сільськогосподарських наук за спеціальністю ветлікар. По квітень 1964 року працював головним ветеринарним лікарем навчального господарства «Митниця», Київська область. Під керівництвом відомого мікробіолога країни, Заслуженого діяча науки і техніки професора В. В. Нікольського (кафедра мікробіології УАСГН) виконав та успішно захистив в 1967 році кандидатську дисертацію на тему «Природна резистентність і імунобіологічна реактивність телят абердин-ангуської, чорно-рябої порід та їх помісей».
З квітня 1967 року проводить плідну педагогічну і виховну роботу на факультеті ветеринарної медицини НУБіП України, пройшовши шлях від асистента (1967), доцента (1972), доктора ветеринарних наук (1987), професора (1988), завідувача кафедри епізоотології (1985).
Як завідувач (1985—2003 p.p.) приділяв велику увагу становленню кафедри, науковому росту її співробітників, методичній, навчальній, науковій і виховній роботі, сприяв здійсненню інтеграції науки з виробництвом.
В 1987 році — успішно захистив докторську дисертацію на тему «Неспецифічна профілактика і терапія колібактеріозу, сальмонельозу і парагрипу-3 телят етонієм і бактерином-SL» і став лауреатом Державної премії України в галузі науки і техніки.
З цього часу активно займався проблемами збереження молодняку сільськогосподарських тварин і птиці, пошуком, розробкою та впровадженням в практику нових препаратів.
У співпраці з науковцями HAH України розробив і впровадив у виробництво 24 біологічних і антимікробних препарати. На 19 препаратів отримав Настанови та дозвіл на застосування від ГУВ МСГ СРСР та державного Департаменту ветеринарної медицини України. Серед них пробіотики: бактерин-SL, споролакт, моноспорин-ПК, біфідумбактерин ветеринарний; антимікробні і дезінфекційні препарати: етоній, тіоній, додецоній, енвет-1, квініфур, ветазоль, водозоль, санапін, ветадерм, протефлазід, флавосмолон, восурель, хвойна хлорофіло-каротинова паста і мазь «Віта»; вітамінні препарати: акваграм та гермогран.
Разом з професором Риженком В. П. розробив та впровадив у виробництві 4 асоційовані вакцини проти ешерихіозу, сальмонельозу та анаеробної ентеротоксемії.
За результатами наукових досліджень професор Литвин В. П. отримав 10 авторських свідоцтв і 9 патентів, видрукував понад 350 наукових і методичних праць, в тому числі 12 підручників, посібників і монографій.
Наукові досягнення професора Литвина В. П. неодноразово демонструвались на ВДНГ СРСР і України, були відзначені 4 медалями та знаком «Винахідник СРСР».
Дев'ять аспірантів професора (Томко Ю. М., 1993; Каришев С. В., 1994; Поліщук В. В., 1995; Павленко М. С., 1996; Першина С. І., 1996; Садовський В. Я., 1997; Литвиненко В. М., 1998; Музика В. П., 2003 та Гомзиков О. М., 2009) успішно захистили кандидатські та Палуніна В. В. (Росія) докторську дисертацію (2007).

## Нагороди
- 1987 Лауреат державної премії України
- 2003 Орден Святого Рівноапостольного князя Володимира Великого 3-го ступеня
- 2003 Лауреат державної премії Української академії аграрних наук
- 2003 Почесна Грамота Верховної Ради України
- 2005 Почесна грамота Державного департаменту ветеринарної медицини Міністерства аграрної політики України

## Патенти
- Резник СР., Литвин В. П. та ін. Патент Швейцарії — А 303 сій, 674189,04.1989, Патент Німеччини — DE 3790919 ТІ, 02. 1989, Патент Канади -1282697,09.1991, Патент Великої Британії — GB2209343В, 09.1990.
- Резник С. Р., Литвин В. П., и др. Роспатент «Профилактический препарат Споролакт». — М, 1995. — 3 с.
- Литвин В. П., Бондаренко Л. І., Сафро Г. П. Патент «Спосіб лікування шлунково-кишкових захворювань бактеріальної та вірусної етіології у тварин та птиці». Бюлетень «Промислова власність» Держпатенту України. — К., 1997.
- Шумейко В. Н., Овруцкий В. М., Литвин В. П. Экологическая фармакология пчеловодства/монография/. Киев, 1999. — 106 с.
- Литвин В. П. та ін. Держпатент України № 93007686 Спосіб лікування та профілактики гострих шлунково-кишкових захворювань у молодняку с.-г. тварин і птиці. Київ, 1999.- 3 с.
- Литвин В. П. та ін. Держпатент України № 93007687 Спосіб лікування й профілактики ГРЗ у молодняку с.-г. тварин і птиці. Київ, 1999. — 4 с.
- Литвин В. П. та ін. Держпатент України № 93007688 Спосіб для знезараження тваринницьких приміщень і вуликів. Київ, 1999.- 3с.
- Литвин В. П., Олійник Л. В., Корнієнко Л.С і ін. Факторні хвороби сільськогосподарських тварин. — К.: Аграрна наука, 2002. — 400 с.

## Праці
1. Литвин В .П., Тарабара И. М. Ветеринарное обеспечение животноводческого комплекса. — Киев: Урожай, 1979. — 73 с.
2. Литвин В. П., Поживил А. И. Инфекционные и инвазионные болезни телят. — Киев, издат. «Урожай», 1991. — 207 с.
3. Литвин В. П., Донник Н. С., Поживил А. И. Болезни птиц. — Киев, издат. УСХА, 1992. — 283 с.
4. Литвин В. П., Береза В. И., Скибицкий В. Г. Болезни молодняка сельскохозяйственных животных. — Киев, Урожай, 1992. — 167 с.
5. Литвин В. П., Ярчук Б. М. Загальна епізоотологія. — Київ, Урожай. — 1995. — 254 с.